# Luda žurka na plaži
Luda žurka na plaži  (енгл. Psycho Beach Party) američka je horor-komedija iz 2000. režisera Roberta Lija Kinga u kojoj nastupaju Loren Ambroz, Tomas Gibson, Nikolas Brendon i Kimberli Dejvis.

## Spoljašnje veze
- Psycho Beach Party na sajtu  (jezik: engleski)